# Josef Regner Havlovický
Josef Regner Havlovický (rodným jménem Josef Regner, 25. února 1794 Havlovice – 11. května 1852 Náchod) byl český katolický kněz, spisovatel, pedagog a ekonom, významná postava období českého národního obrození na Náchodsku.

## Životopis

### Mládí
Narodil se 25. února 1794 v Havlovicích nedaleko Trutnova. Jeho otec byl mlynářem, majitelem tzv. Regnerova mlýna a velkým českým vlastencem, vždy však v rámci loajality ke katolické víře a k císařské moci. Josef v letech 1806–1810 studoval na benediktinském gymnáziu v Broumově. Další dva roky se pak věnoval studiu filozofie na Filozofické fakultě Karlo-Ferdinandovy univerzity v Praze, čtyři roky potom studoval teologie v semináři v Hradci Králové.

### Kněz
Jeho prvním působištěm se v roce 1817 stala farnost v Náchodě. Už jako kaplan projevoval velký zájem o zahradničení, místní chlapce pak učil, jak roubovat a očišťovat ovocné stromy. V dubnu 1820 založil školku ovocných stromů a záhy i květinovou zahradu, za což mu pomáhal přítel Josef Myslimír Ludvík.

V letech 1825–1826 vystřídal nemocného faráře Josefa Ungera v Červenémm Kostelci. Později byl jmenován kaplanem zdejšího zámku a z tohoto důvodu strávil část roku v Malých Svatoňovicích. Zde se v letech 1830–1831 zasloužil o stavbu nové zděné kaple. Roku 1831 se stal farářem v Hronově, kde uplatnil své schopnosti a dovednosti vedle kněžství také jako učitel a praktický hospodář. Kromě toho se staral o nemocné v době celoevropské epidemie cholery na počátku 30. let 19. století. Za jeho správy farnosti byla postavena nová farní budova a přestavěn místní kostel Všech svatých. Poté dostal od úřadů část církevní zemědělské půdy a jako hospodář se stal příkladem pro své sousedy. V roce 1836 vysadil u hřbitovní zdi 20 lip s podmínkou, že tam budou moci růst a volně kvést minimálně 100 let. Díky jeho úsilí bylo vysazeno rovněž mnoho stromů a keřů v okolí Hronova a Náchoda.

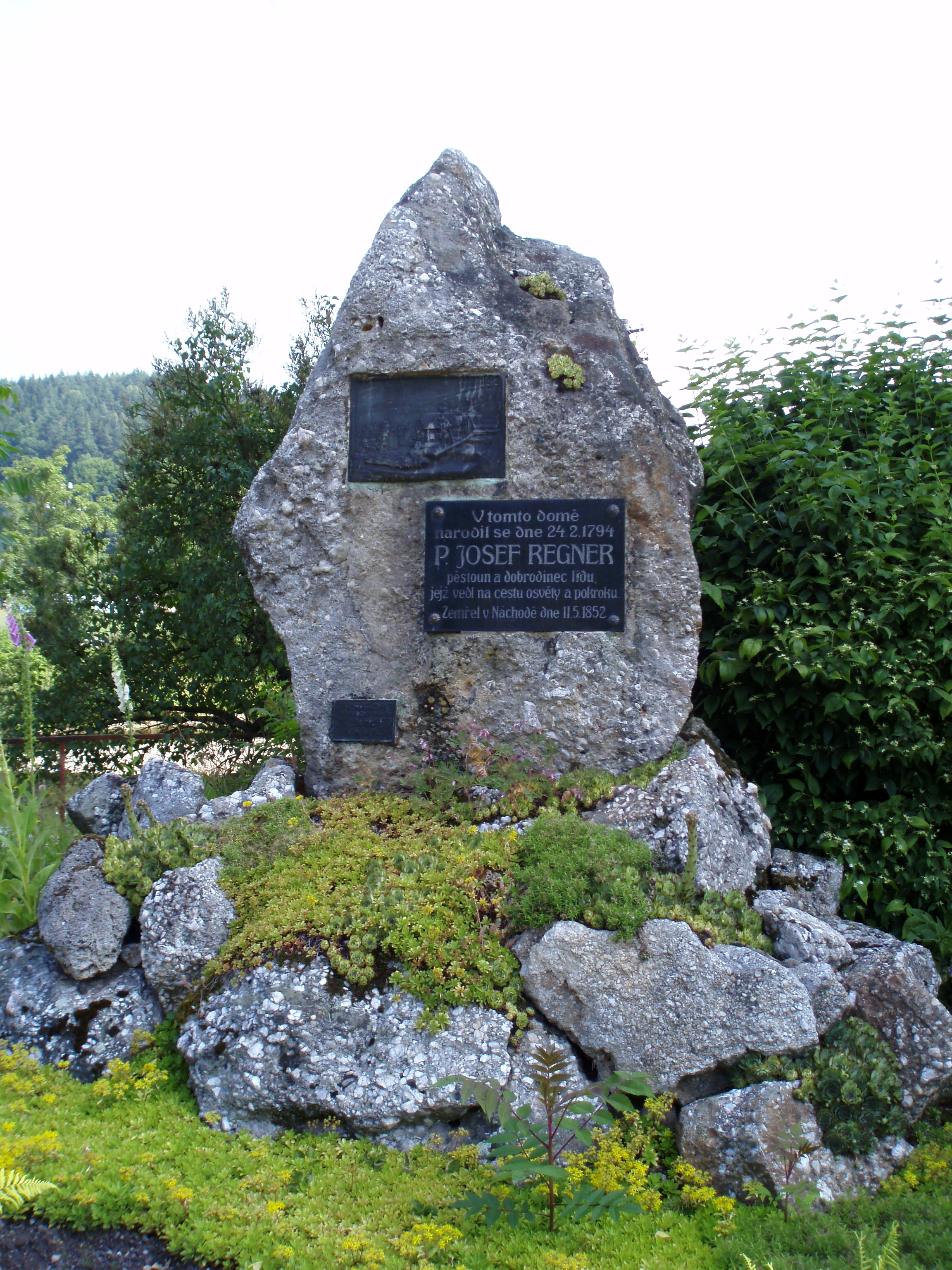
J Památník Regnera v Havlovicích

Řídil se heslem „Chléb pro chudé a rozumná lidová výchova“. V roce 1835 si tak pronajal a zprovoznil důl ve Žďárkách nedaleko Hronova, kde zaměstnal nezaměstnané a chudé z okolí, kteří často jinak nemohli získat obživu. Ve škole platil za znamenitého učitele. Vyučoval nejen náboženství, ale pamatoval i na budoucnost svých žáků. Ve volném čase je učil pak hospodaření, včetně informací o včelách a včelaření.
V roce 1845  byl potom jmenován děkanem v nedalekém Náchodě. Druhý pobyt v tomto městě přinesl největší plody jeho ekonomické práce. Spolu s Ottou Erichem, ekonomickým radou města, byl zakladatelem přádelenských škol, pro které zajistil podporu rakouské vlády, obcí i jednotlivých majetných lidí. Zároveň se pak snažil prodat ve školách vyrobené lněné látky.
Jako děkan, posléze pak vikář, a školní inspektor rozvíjel podnikovou, školní a vzdělávací činnost ve městě i okolním kraji. Komplexně zdokonalil místní školství, zakládal knihovny po celém kraji a stal se zakladatelem či spoluzakladatelem mnoha místních spolků.

### Úmrtí
Josef Regner Havlovický zemřel 11. května 1852 v Náchodě ve věku 58 let a je pochován na místním hřbitově. 

### V umění
Spisovatel Alois Jirásek, který v Hronově v době Regnerova působení vyrůstal, jej zobrazil ve své knize U nás, do velké míry vzniklé dle jeho vzpomínek na dětstvá a mládí, pod jménem páter Havlovický.